# Vorbau (Fahrrad)

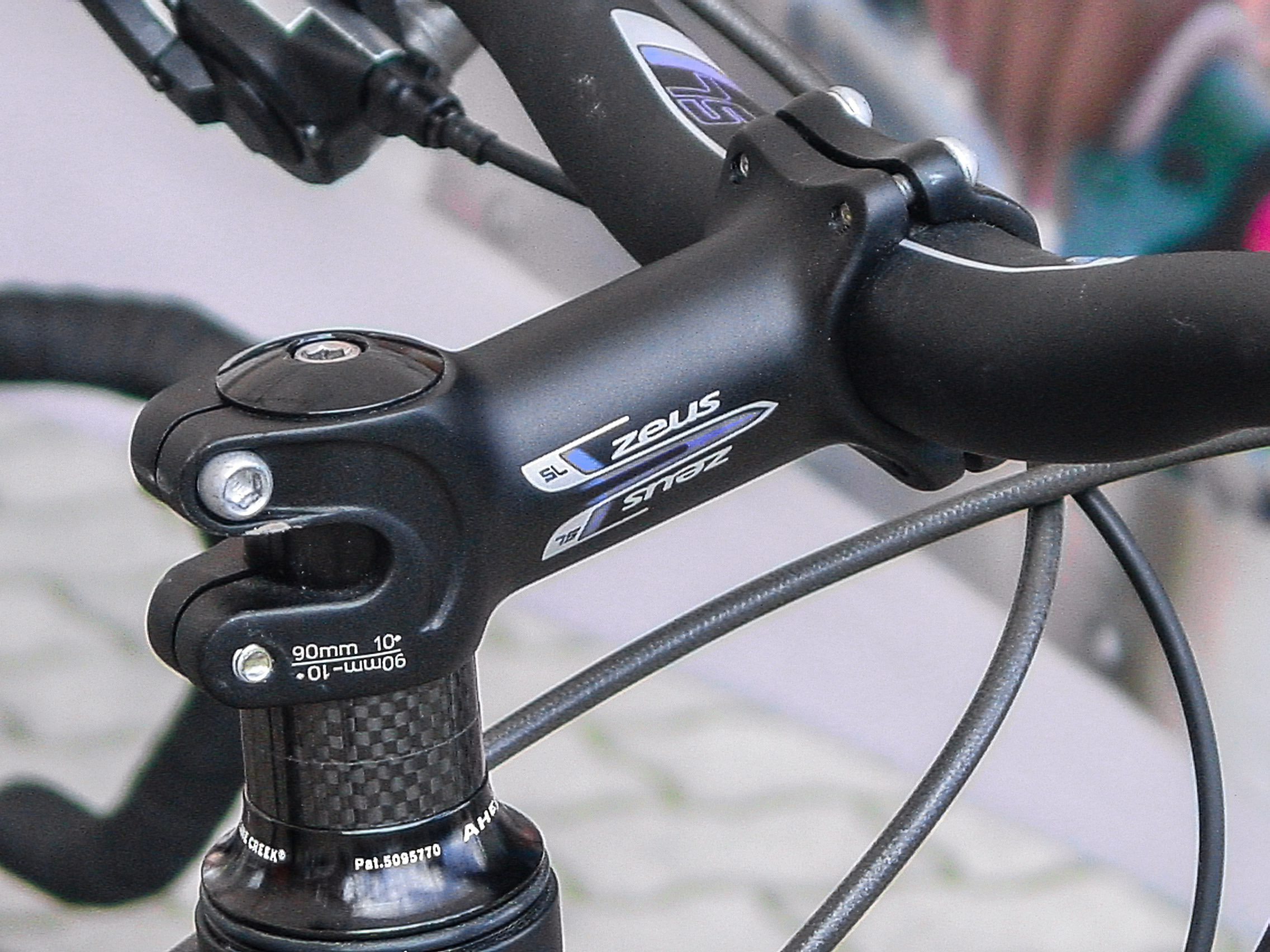
Aheadset-Vorbau mit Klemmung an der Außenseite des Gabelschafts

Der Vorbau eines Fahrrads verbindet den Lenker mit dem oberen Ende des Gabelschafts.
Das mittig waagerecht verlaufende Lenkerrohr wird mit dem Vorbau durch eine Klemmung verbunden. Die Fixierung des Vorbaus auf dem Gabelschaft kann auf verschiedene Weise geschehen.
Traditionelle Vorbauten bestanden aus dem senkrechten Rohr und der Lenkerklemmung am oberen Ende. Moderne Ahead-Vorbauten verbreiteten sich um die Jahrtausendwende und benötigen kein senkrechtes Stützrohr mehr, da sie unmittelbar am verlängerten Gabelschaft geklemmt werden.

## Bauformen

### Klassische Innenklemmung

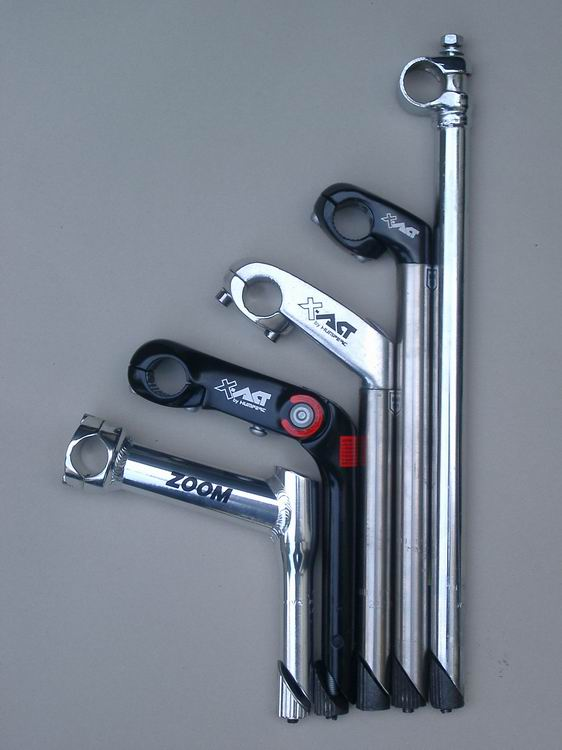
Schaftvorbauten mit klassischer Innenklemmung durch Schrägkonus in verschiedenen Maßen und Ausführungen

Bis zur Mitte des 20. Jahrhunderts bestanden Vorbauten aus einem senkrechten Rohr, das in den Gabelschaft eingesteckt und dort mithilfe eines Spreizkonus oder Schrägkonus (eigentlich ein schräg angeschnittener Zylinder) verklemmt wurde. Der Konus besitzt ein mittiges Innengewinde. Von oben wird eine lange Schraube in den Vorbau eingeführt, mit der der Konus in das untere Ende des Vorbaus eingezogen wird. Konus bzw. Vorbauschaft werden dadurch von innen an den Gabelschaft gespreizt.
Durch diese Innenklemmung kann die Höhe des Lenkers stufenlos eingestellt und der Vorbau demontiert werden, ohne den Steuersatz zu lösen. Im Profibereich waren lange Zeit Vorbauten mit versenkter Schraube vorgeschrieben, um bei einem unfallbedingt nach vorn schnellenden Körper des Fahrers die Verletzungsgefahr des auf den Vorbau auftreffenden Brustkorbes zu senken.
Der Schaft des Vorbaus bzw. des Lenkers muss bis zu einer bestimmten Tiefe in den Gabelschaft eingeschoben werden, um biegesteif in ihm verankert werden zu können. Diese Mindestlänge ist auf dem Rohr markiert. Fehlt die Markierung auf dem Schaft, so kann überschlägig davon ausgegangen werden, dass 65 mm des Lenkerschaftes im Steuerlager bzw. Gabelschaft geklemmt sein müssen.
Wird der Vorbau zu kurz geklemmt, besteht die Gefahr, dass die Hebelkräfte das Material von Vorbau oder Schaft überlasten und einen Ermüdungsbruch bewirken.
Soll der Lenker höher eingestellt werden, als am Vorbau vorgesehen, muss entweder ein längerer oder stärker ausgeführter Vorbau oder ein Fahrradrahmen mit einem längeren Steuerrohr gewählt werden. Bei der ersten Montage einer neuen Gabel wird in der Regel das außenliegende Gewinde des Lenkerschafts auf die vom Steuerrohr des Rahmens vorgegebene Länge gekürzt. Wird dies unterlassen, so kann der Lenker ebenfalls höher montiert werden.

### Ahead-Vorbauten
In den 1950er Jahren wurden Vorbauten entwickelt, die den Gabelschaft außen umfassen und durch Klemmschrauben auf ihm fixiert werden. Der Gabelschaft benötigt dann kein Außengewinde für die Muttern mehr, an denen sich das obere Steuersatzlager abstützt, da der geklemmte Vorbau oder die darunter gesetzten Abstandshülsen als Anschlag für das Lager dienen. Die heute im englischen Sprachraum als „gewindelose“ (threadless) bezeichneten Vorbauten werden im Deutschen nach dem Markennamen AheadSet häufig Ahead-Vorbau genannt.
Zum Einstellen werden die Klemmschrauben des Vorbaus etwas gelockert. Dann kann der Vorbau seitlich verdreht und in der Höhe verstellt werden. Um die Lenkerhöhe anzupassen, werden mehr oder weniger viele oder unterschiedlich hohe Abstandshülsen eingesetzt.
Vor dem Klemmen des Vorbaus wird das Lagerspiel des Steuersatzlagers eingestellt, indem die Einstellschraube angezogen wird, die sich mittig in der Kappe befindet, die den Gabelschaft von oben verschließt.
Die Einstellschraube sitzt meist in einer Kralle aus zwei sternförmigen Federstahltellern, die durch eine mittige Innengewindehülse miteinander verbunden sind. Die Kralle wird in den Schaft geschlagen und spreizt sich in ihm auf. Wird die Kralle zu tief eingeschlagen, muss sie am unteren Ende des Gabelschafts entnommen und erneut von oben eingesetzt werden.
Gabelschäfte aus Karbon würden durch die Kralle beschädigt. Stattdessen wird ein Expander verwendet, der sich flächig an den Gabelschaft presst.
Der Lenker kann durch Entnahme, Hinzufügen oder Austausch von Distanzhülsen nur um einige Millimeter in der Höhe verstellt werden.
Die Lenkerhöhe kann zusätzlich angepasst werden, indem der Vorbau umgedreht wird oder durch Verwendung eines anders gestalteten Vorbaus, der etwa einen anderen oder einen verstellbaren Neigungswinkel aufweist zur Erhöhung genutzt werden.
Auch sind spezielle Adapter bzw. Zwischenstücke erhältlich, die als Gabelschaftverlängerung dienen.
Wird diese Vorbauerhöhung von außen an den Gabelschaft geklemmt, so erhöht sich die Lenkerposition in der Regel um mindestens 50 mm.
In der Regel wird der Gabelschaft einer neuen Gabel auf die der gewünschten Lenkerhöhe entsprechende Länge gekürzt. Wenn das oben überstehende Ende des Gabelschafts nicht stört, kann der Schaft ungekürzt oder nur geringfügig gekürzt montiert werden. Die Lenkerhöhe kann dann später auf einfache Weise nach oben angepasst werden.
Um den überstehenden Schaft müssen meist Distanzhülsen gelegt werden, an denen sich Kappe und Einstellschraube abstützen. Nur bei speziellen Ausführungen kann das Lagerspiel stattdessen am Oberteil des Steuersatzlagers eingestellt werden. Es besteht Verletzungsgefahr beim Sturz auf den Lenker, wenn der ungekürzte Schaft über den Vorbau hinaus ragt.

### Direct-Mount-Vorbauten
Sogenannte Direct-Mount-Vorbauten sind aufgrund der Zuverlässigkeit und hohen Belastbarkeit bei Downhill-Mountainbikes zum Standard geworden. Der Vorbau wird entweder auf der oberen Brücke der Doppelbrücken-Federgabel befestigt (oftmals verschraubt) oder ist bereits in die Brücke integriert. Er hat dann keine direkte Verbindung zum Gabelschaft.

## Material
Früher wurden Vorbauten aus Stahl gefertigt. Inzwischen besteht die überwiegende Mehrheit aus gefrästem Aluminiumguss. Hochwertige Vorbauten bestehen aus kaltgeschmiedeten Aluminiumlegierungen. Vorbauten aus Stahl werden in der Regel nur noch an sehr günstigen Fahrrädern verwendet.

## Maße
Es gibt vier wichtige Maße zur Auswahl eines Vorbaus:
- Durchmesser des Gabelschafts,
- Durchmesser der Lenkerklemmung und
- (horizontale) Vorbaulänge und Neigungswinkel,
- sowie Schaftlänge bei traditionellen Vorbauten.

### Durchmesser des Gabelschafts
Bei Schaftvorbauten ist der Innendurchmesser des Gabelschafts maßgeblich, der traditionell auf das Zollmaß (ein Zoll entspricht 25,4 mm) zurückzuführen ist. Das bei klassischen Fahrrädern vorherrschende Maß ist 22,2 mm (7⁄8 Zoll), bei älteren Fahrrädern (z. B. von Peugeot bis Anfang der 80er Jahre oder von MiFa) 22,0 mm; heute wird häufig (oversized) Rohr mit 25,4 mm (1 Zoll) Innendurchmesser verwendet. Bei Mountainbikes kommt auch 28,6 mm (1 1⁄8 Zoll) vor.

Üblicherweise beträgt die Materialstärke der beiden Wandungen des Rohres zusammen 1⁄8 Zoll, so dass sich bei den oben genannten Innendurchmessern die Außenmaße 25,4 mm (1 Zoll), 28,6 mm (1 1⁄8 Zoll) und ca. 31,75 mm (1 1⁄4 Zoll) ergeben, die mit einem feinen Rohrgewinde für das Steuerlager versehen sind. Eine „1-Zoll-Gabel“ besitzt in der Regel einen Schaft mit 25,4 mm (= 1 Zoll) Außendurchmesser und einen Innendurchmesser von 22,2 mm (= Vorbau-Außendurchmesser). Seltener wird auch eine Gabel mit einem Schaft-Innendurchmesser von 25,4 mm als „1-Zoll-Gabel“ bezeichnet.
Bei Ahead-Vorbauten ist der Außendurchmesser des (gewindelosen) Gabelschaftes entscheidend. Hier hat sich der Standard mit 1 1⁄8 Zoll (28,6 mm) durchgesetzt, bei Mountainbikes jedoch auch 1 1⁄4 Zoll (31,7 bis 31,8 mm) und 1 1⁄2 Zoll (38,1 mm)s. Das frühere Maß 1 Zoll (25,4 mm) ist nicht mehr üblich. Vermehrt werden auch abgesetzte Gabelschäfte eingesetzt, die unten einen Durchmesser von 1 1⁄2 Zoll und oben von 1 1⁄8 Zoll besitzen.

### Durchmesser der Lenkerklemmung
Der Durchmesser des Lenkers im Bereich der Vorbauklemmung beträgt meistens 25,4 mm, 26,0 mm (Rennrad) oder 31,8 mm bzw. 35,0 mm (Oversize-Größe bei MTB bzw. Downhill-Bikes). Früher hatten Lenker auch 20 oder 22,2 mm Durchmesser. Hierzu gibt es fast nur klassische Vorbauten mit Innenklemmung. Andere Durchmesser sind selten.

### Länge und Winkel
Die Vorbaulänge ist das Maß vom Zentrum der Lenkerklemmung bis zur Mitte des Gabelschafts. Der Vorbauwinkel beeinflusst die Höhe des Lenkers. Ein 0°-Vorbau steht rechtwinklig zum Gabelschaft bzw. Steuerrohr und weist daher leicht nach oben (da der Gabelschaft typischerweise selber in einem Winkel zwischen 15 und 20° zur Vertikalen liegt). Bei klassischen Innenklemm-Vorbauten weist der nach vorne stehende Teil schräg nach unten, moderne Vorbauten weisen hingegen eher nach oben. Die meisten Ahead-Vorbauten lassen sich umdrehen, sodass der Lenker sich in zwei unterschiedlichen Höhen montieren lässt.

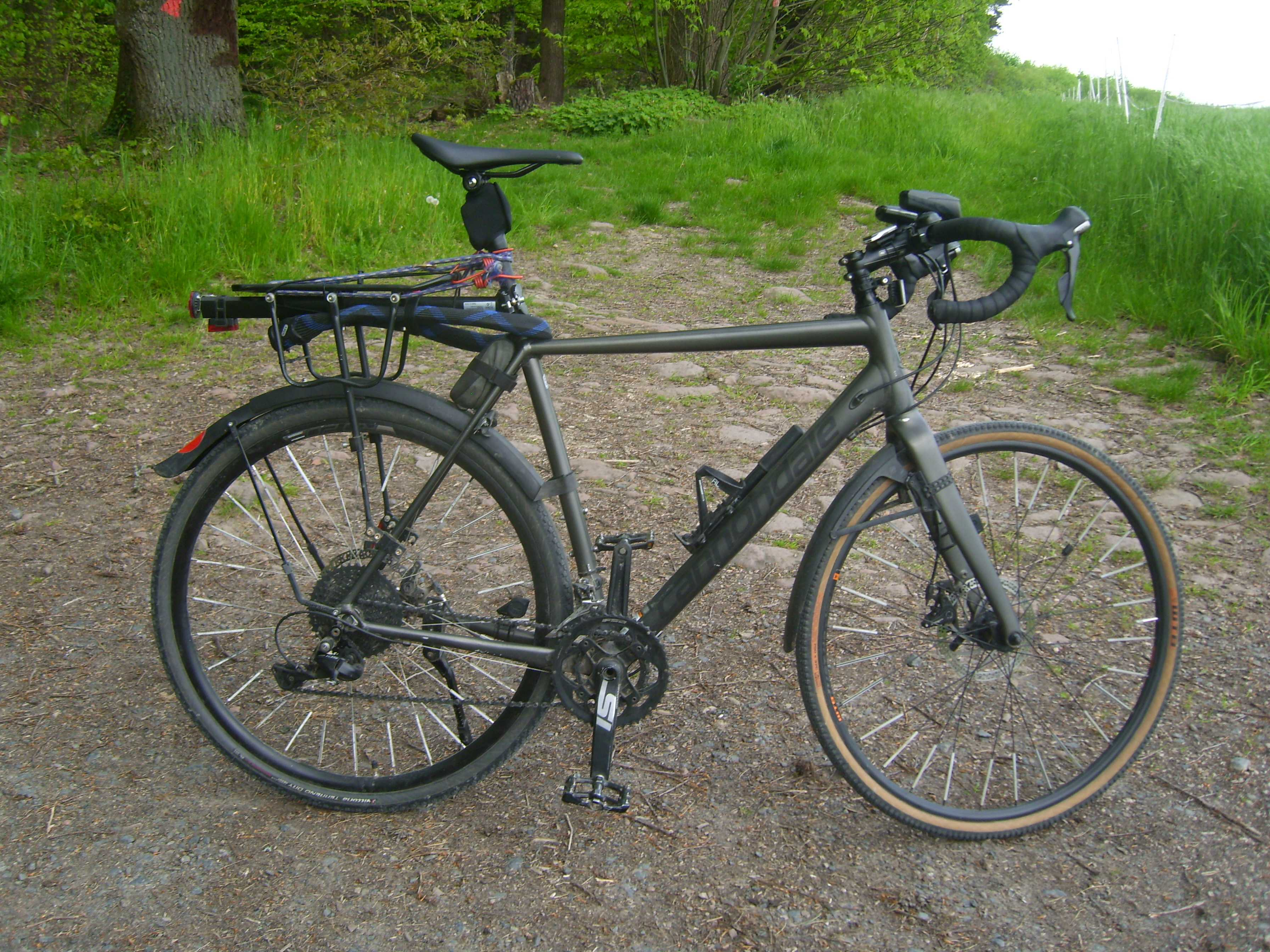
Gravelrad in Rahmengröße L, per umgedrehtem, langem (120 mm) Vorbau eingestellt auf Fahrer in XXL bei 11 cm Überhöhung

Übliche Vorbaulängen liegen bei Trekking- und Rennrädern zwischen 60 und 120 mm, wobei Rennradvorbauten eher länger und Trekkingvorbauten eher kürzer sind. Bei Mountainbikes finden auch Vorbauten mit 20 bis 40 mm Länge Verwendung.
Ahead-Vorbauten besitzen oft Winkel von 7° oder 17° – wobei auch benachbarte und dazwischen liegende Werte gängig sind. Um den Lenker höher positionieren zu können, werden auch Vorbauten mit um die 30° angeboten. Die effektive Vorbaulänge, d. h. die Länge eines entsprechenden rechtwinkligen Vorbaus (der „Reach“ des Vorbaus), liegt etwas unter der nominellen Länge: Bei 17° ist ein 100 mm langer Vorbau effektiv 96 mm lang, bei 30° sind es effektiv nur 87 mm.
Dreht man einen Vorbau mit 100 mm Länge um, so erhöht sich bei einem um 7° geneigten Vorbau der Lenker relativ zum Gabelschaft um 24 mm, bei 17° Neigung um 58 mm und bei 30° um 100 mm. Die Hälfte dieses jeweiligen Wertes (also die Erhöhung oder Absenkung gegenüber einem Vorbau ohne Neigung) bezeichnet man als den „Stack“ des Vorbaus. Ein 100 mm langer Vorbau mit 30° Neigung (Reach 87, Stack 50) entspricht also einem neutralen Vorbau von 87 mm Länge plus einer Vorbauerhöhung um 50 mm.

### Verstellbare Vorbauten

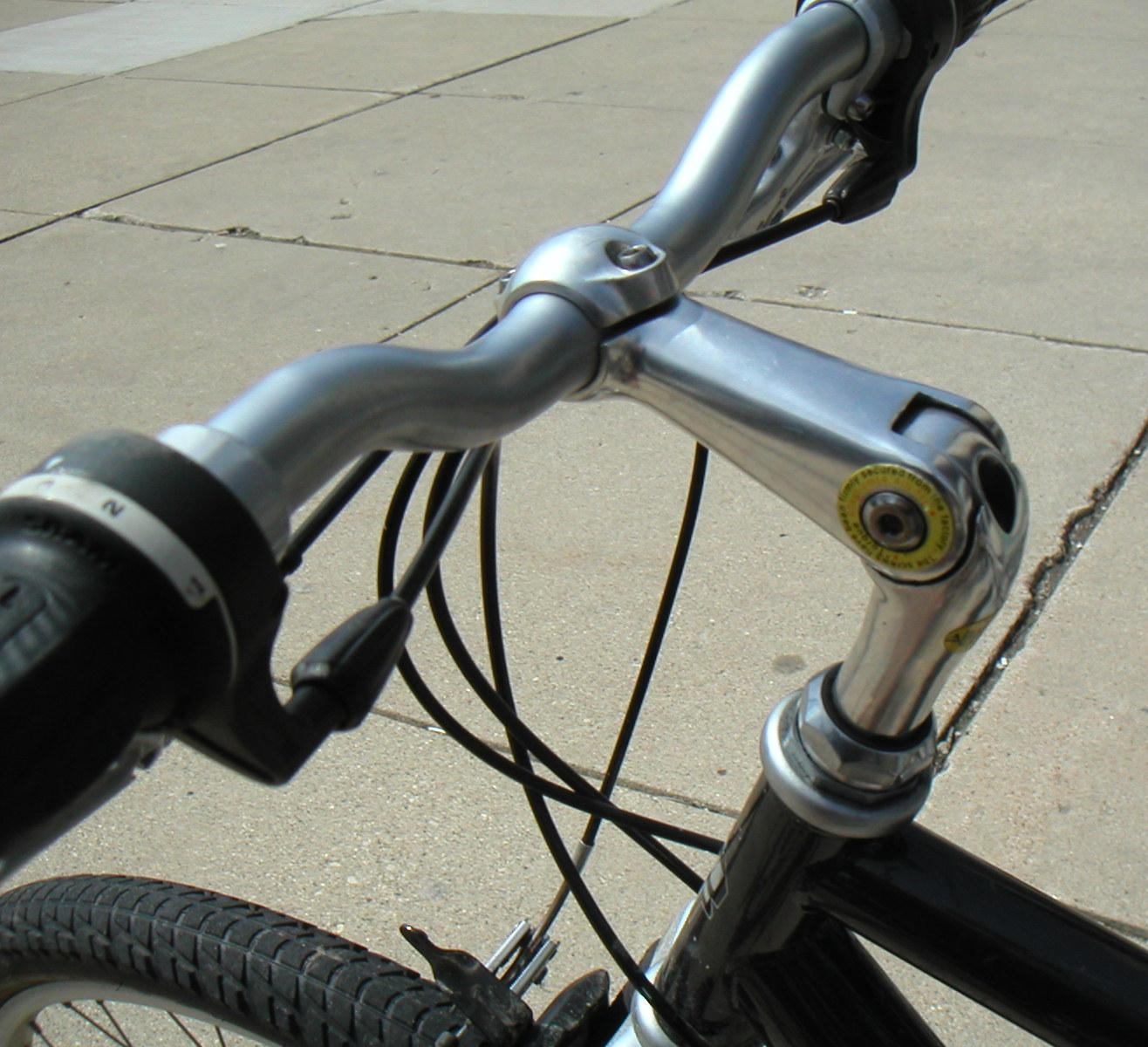
Verstellbarer Vorbau mit Innenklemmung

Bauformen von Vorbauten existieren auch in im Winkel oder in der Länge justierbaren Modellen. Am häufigsten sind jedoch verstellbare Vorbauten, in denen sich nur der Winkel einstellen lässt, woraus mit steigendem Winkel dann ein kürzerer Reach und ein längerer Stack resultieren, wobei die Verstellung des Stack und damit der Lenkerhöhe im Vordergrund steht. Da die Winkel meistens Rastungen haben, lassen sie sich in der Regel nicht gradgenau einstellen, sondern nur zu Bruchteilen von 360° – z. B. um Vielfache von 7,5°, sofern es 48 Rastungen gibt.
Gängig sind z. B. nominell 110 mm lange Vorbauten, die in 30 mm Entfernung zur Gabelschaftachse ein justierbares Scharnier aufweisen, wodurch die verbleibenden 80 mm bis zum Lenker im Winkel frei eingestellt werden können. Hat ein solcher Vorbau bei 0° noch einen Reach von 110 mm, so reduziert sich dieser beispielsweise bei Einstellung auf 30° auf nur noch 99 mm, bei 60° auf nur noch 70 mm. Der Stack wiederum liegt bei 40 mm (30°) bzw. 69 mm (60°).

## Ergonomie
Die Länge des Vorbaus und die Lenkerhöhe sollte auf den Einsatzbereich des Fahrrads und die Körpergröße des Fahrers abgestimmt sein, speziell auf Oberkörper- und Armlänge. Ein kurzer Vorbau verbessert die Kontrolle über das Rad, was unter anderem bei Downhill- und Singletrailfahrten relevant ist. Die aufrechtere Sitzposition verschafft auch einen besseren Überblick im Straßenverkehr. Durch einen nach oben abgewinkelten Vorbau kann eine noch aufrechtere Sitzposition erreicht werden.
Ein langer und nach unten gerichteter Vorbau hingegen bewirkt eine nach vorn gestreckte Sitzposition und verbessert die Aerodynamik. Daher ist diese Form besonders bei Zeitfahrrädern anzutreffen.
Im Radrennsport wird die Höhe des Lenkers oft in Relation zum Sattel beurteilt. Die Differenz zwischen der Höhe der Satteloberkante und der Oberkante des Oberlenkers wird dabei als „Überhöhung“ bezeichnet. Ist der Sattel höher als der Lenker, wie bei Renn- und Gravelrädern üblich, spricht man von „Sattelüberhöhung“. Bei Mountain-, Trekking- oder Citybikes treten an Stelle des Oberlenkers beim Rennrad die Lenkerenden selber. Liegen diese höher als die Oberkante des Sattels, wie bei Citybikes üblich, spricht man von „Lenkerüberhöhung“.